# Sangue nella religione

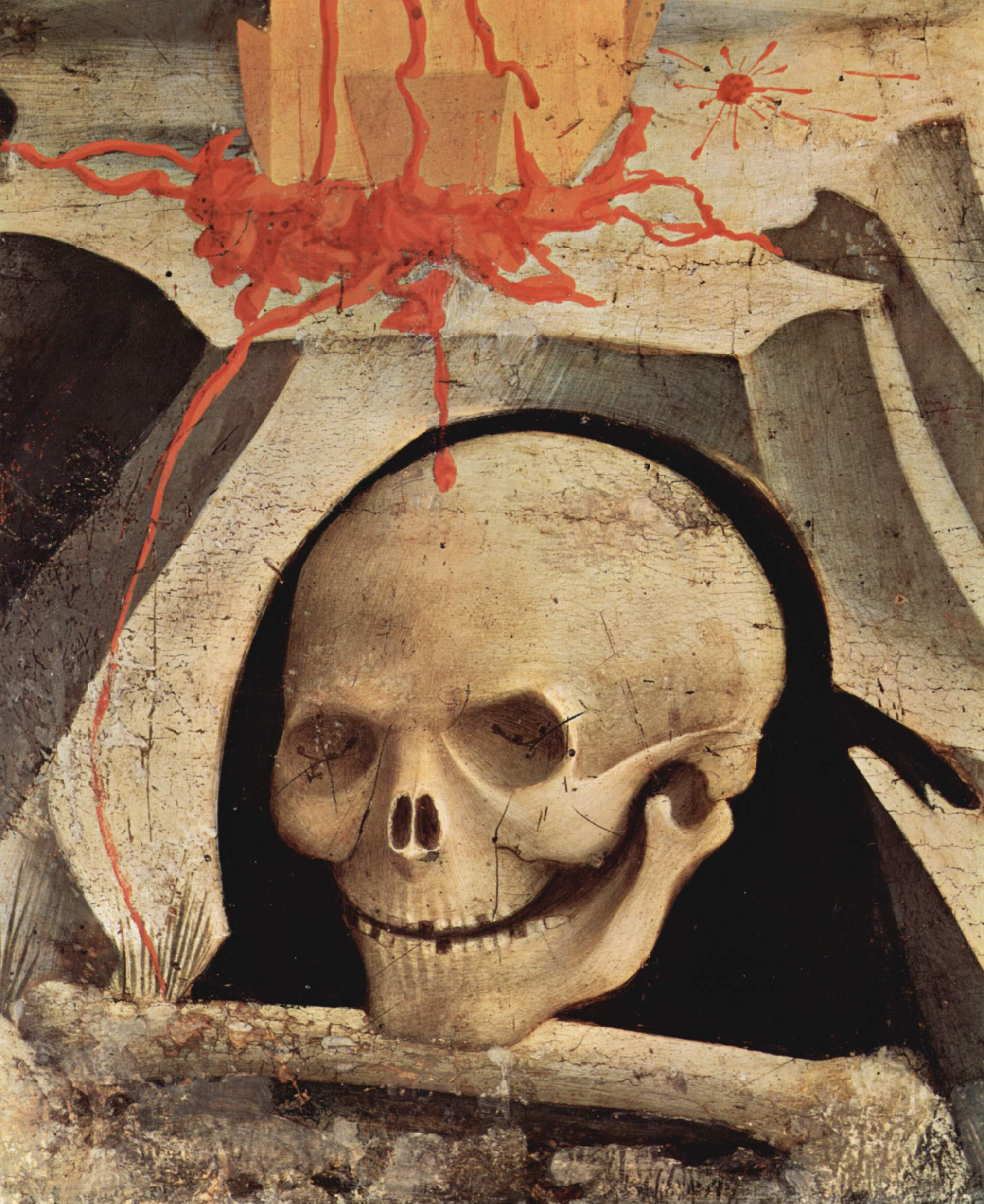
Dettaglio dalla Crocifissione in San Niccolò del Ceppo, di Beato Angelico (1427)

Secondo la concezione comune delle religioni dell'antichità, il sangue è simbolo di vita; esso conterrebbe una forza vitale che agisce con un potere magico.
Per acquistare o rinnovare la propria vitalità si usava bere sangue o mangiare la carne sanguinolenta dei sacrifici.
Il sangue si offriva anche agli dèi allo scopo di nutrirli della forza vitale che esso conteneva.

## Il sangue nella Bibbia

### Il sangue nell'Antico Testamento
La concezione che vede nel sangue la sede della vita, è condivisa dall'Antico Testamento. "Poiché la vita della carne è nel sangue. Per questo vi ho ordinato di porlo sull'altare per fare l'espiazione per le vostre persone; perché il sangue è quello che fa l'espiazione, per mezzo della vita" (Levitico 17:11); "Guàrdati assolutamente dal mangiarne il sangue, perché il sangue è la vita, e tu non mangerai la vita insieme con la carne" (Deuteronomio 12:23).
Il sangue versato in un assassinio, è una potenza che deve essere placata (cfr. Genesi 4:10) il sangue di Abele).
Se il sangue è la vita, non possiamo appropriarcene: la vita appartiene a Dio e noi dobbiamo rispettare la vita altrui. "Non uccidere"' Esodo 20:13; "Certo, io chiederò conto del vostro sangue, del sangue delle vostre vite; ne chiederò conto a ogni animale; chiederò conto della vita dell'uomo alla mano dell'uomo, alla mano di ogni suo fratello. Il sangue di chiunque spargerà il sangue dell'uomo sarà sparso dall'uomo, perché Dio ha fatto l'uomo a sua immagine" Genesi 9:5-7), ma deve anche astenersi dal cibarsi del sangue degli animali offerti in sacrificio.
Il comandamento è solenne e più volte ripetuto (Genesi 9:1-4; Levitico 17:10-16; Deuteronomio 12:22-25), tanto da essere considerato di importanza universale e non limitato al solo popolo di Israele. Nella controversia fra la chiesa ellenista e i Giudeocristiani, l'astenersi dal "sangue" è considerato uno degli obblighi ai quali tutti i cristiani devono attenersi (Atti 15:20:29). Oggi ancora questo divieto è osservato dagli ebrei praticanti.
Il sangue è anche importante nei sacrifici appunto perché esso è considerato vita. Col sangue d'agnello gli Israeliti in Egitto, prima della loro partenza, avevano segnato gli stipiti delle loro porte (Esodo 12); con l'aspersione del sangue avviene la stipula dell'Alleanza nel corso dei numerosi sacrifici.
Non si tratta, però, di un'azione misteriosa e magica del sangue in sé stesso. Esso non possiede virtù proprie, ma è il mezzo dell'espiazione ordinato da Dio.

### Il sangue nel Nuovo Testamento
Tutti i significati su indicati si ritrovano nel Nuovo Testamento riferiti al sangue versato da Gesù sulla croce. Esso è "il sangue del patto" (Matteo 26:28; Marco 14:24), del "nuovo patto" (Luca 22:20; 1 Corinzi 11:25), cioè del patto di grazia stabilito da Dio con coloro che credono in Cristo, e convalidato con il sacrificio sul Calvario.
Per mezzo del sangue di Cristo i credenti sono giustificati (Efesini 1:7; 1 Pietro 1:19), riconciliati con Dio e ristabiliti nella Sua pace (Colossesi 1:20), e riconciliati anche fra di loro (Efesini 2:13).
Il sangue di Cristo è per essi "vera bevanda" spirituale (Giovanni 6:55) e "li purifica da ogni peccato" (prima lettera di Giovanni 1:7).
Varie nozioni connesse con i sacrifici nel Tempio confluiscono in questa interpretazione: il sangue dell'agnello pasquale, che aveva preservato gli Israeliti dall'angelo sterminatore (1 Corinzi 5:7; cfr. Esodo 12:11ss) e i riti del gran giorno delle espiazioni (Ebrei 9:7 ss; cfr. Levitico 16).
Quel che importa, in tutti questi riferimenti, non è tanto l'accuratezza delle forme liturgiche, ma l'affermazione teologica che Cristo è: "l'Agnello di Dio che toglie i peccati dal mondo" (Giovanni 1:20; 1 Pietro 1:19).

## Il sangue di Cristo nella concezione eucaristica del Cattolicesimo
Nella concezione cattolica-romana, durante la celebrazione eucaristica, il vino si trasforma nel vero sangue di Cristo (Transustanziazione).

## Il sangue nella concezione dei Testimoni di Geova
È nota l'opposizione dei Testimoni di Geova alle trasfusioni di sangue. «I testimoni dicono che — secondo la Bibbia — nel sangue c'è la vita dell'individuo e che, quindi, mischiando un sangue con l'altro nelle trasfusioni si mischia una vita con l'altra».
Un articolo della Torre di Guardia del 1º luglio 1945 spiegò nei particolari il punto di vista cristiano dei Testimoni riguardo alla «santità del sangue».
Con esso si voleva dimostrare che il divieto imposto a Noè in Genesi 9:3-6 era valido per tutti i suoi discendenti e non comprendeva solo il sangue animale, principio messo in risalto nel I secolo quando nella riunione conosciuta come Concilio di Gerusalemme venne comandato ai cristiani di «astenersi dal sangue» (Atti 15:28, 29).
In base all'interpretazione che essi fanno Levitico 17:11, 12, Ebrei 9:11-14, 22 e Isaia 48:17 ignorare questa esigenza scritturale poteva significare mancanza di rispetto per il sacrificio di Gesù per cui, accettare di proposito una trasfusione di sangue, anche per salvarsi la vita (bisogna ricordare che anche nella tradizione ebraica più ortodossa si può infrangere un precetto della Torah pur di salvare la vita, la propria o degli altri) e manifestare di seguito uno spirito impenitente, a partire dal 1961, è motivo di disassociazione, cioè espulsione, dalla congregazione dei Testimoni di Geova.
Da allora i testimoni di Geova hanno fatto un grande sforzo per ottenere la cooperazione dei medici e per aiutarli a capire la loro posizione. In Italia (dove i medici hanno per deontologia professionale l'obbligo di fare tutto il possibile per garantire il maggior benessere ai propri pazienti) alcuni ospedali hanno introdotto la possibilità di scelta di trattamenti alternativi alla trasfusione allogena, come il recupero intraoperatorio, la macchina cuore-polmone e l'emodiluizione. I testimoni di Geova, d'altro canto, considerano accettabili terapie trasfusionali con sostanze diverse dal sangue quali, ad esempio, il Ringer lattato o il Plasma expander.